# Dopravný podnik Bratislava

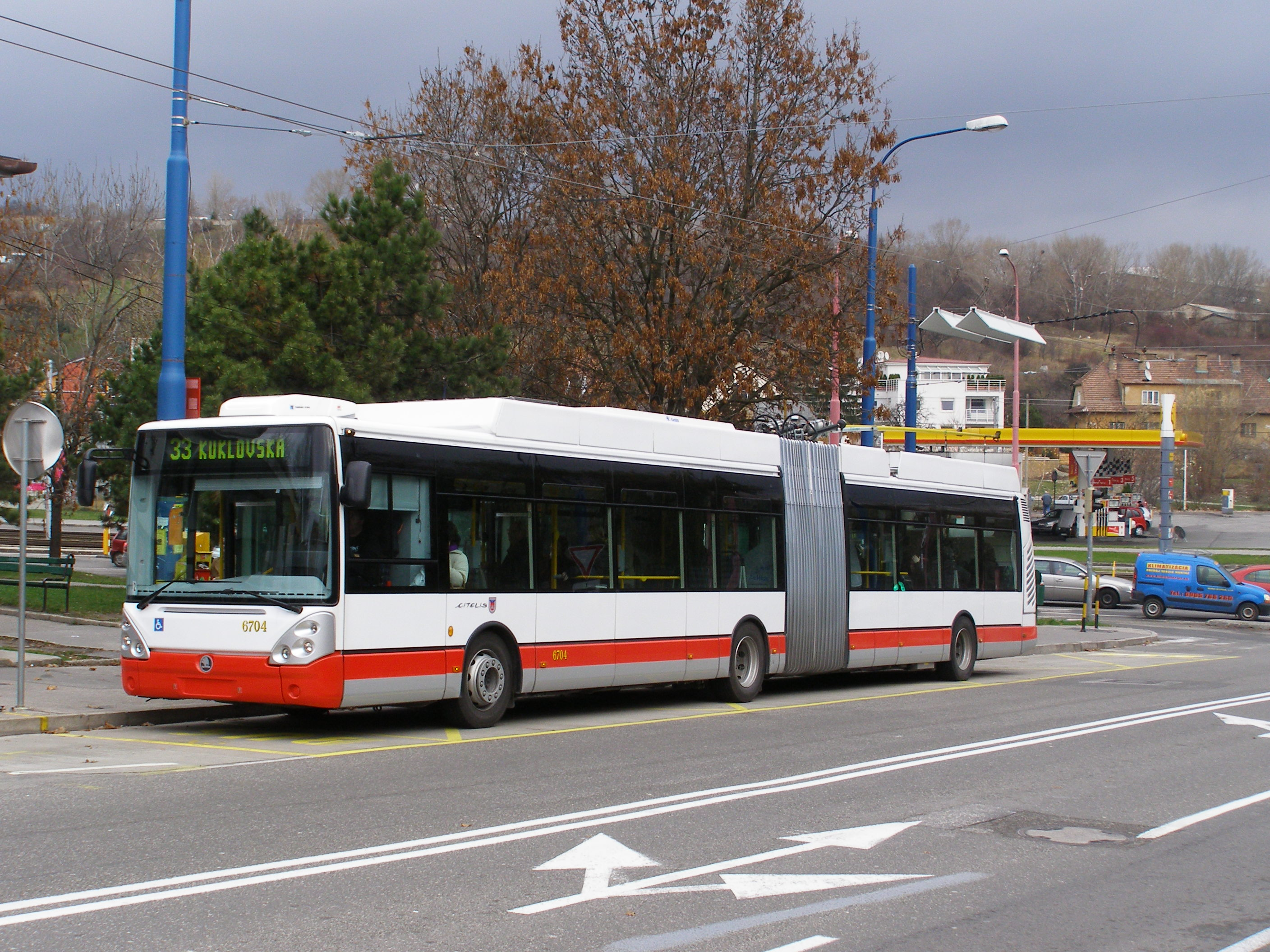
Trolejbus Dopravný podnik Bratislava

Dopravný podnik Bratislava (dosłownie Przedsiębiorstwo Transportu Publicznego Bratysława, DPB a.s) – jedyne przedsiębiorstwo komunikacji miejskiej w Bratysławie i Chorvátsky Grob. Składa się z 3 rodzajów transportu:
- tramwajów 230 pojazdów
- autobusów 464 pojazdów
- trolejbusów 123 pojazdów

100% właścicielem spółki jest miasto Bratysława.